# زهرا قاسمی
زهرا قاسمی (زاده ۷ فرودین ۱۳۶۹) بازیکن راست دست هاکی روی یخ اهل ایران است.
قاسمی عضو تیم باشگاهی آیس باکس مال و دروازه‌بان تیم ملی هاکی روی یخ بانوان ایران است. وی در مسابقات هاکی روی یخ بانوان قهرمانی آسیا و اقیانوسیه ۲۰۲۳ به مدال تیمی نقره دست یافت.
قاسمی در این بازی‌ها در هر ۶ مسابقه به میدان رفت.